# Valdivia's Deutsche Zeitung
Valdivia's Deutsche Zeitung (en español: Diario Alemán de Valdivia o Periódico Alemán de Valdivia) fue un periódico chileno en idioma alemán, de carácter provincial, editado e impreso en la ciudad de Valdivia por inmigrantes alemanes en Chile.
Comenzó a circular el 10 de abril de 1886 bajo el nombre Deutsche Zeitung für Süd-Chile por iniciativa de Johann Frey y Paul Springmüller, y circuló hasta el 31 de diciembre de 1887, adoptando el nombre de Valdivia's Deutsche Zeitung al retomar su publicación el 3 de marzo de 1888 a cargo de F. Peters y el ya mencionado Springmüller.
En 1907 absorbió al periódico Der Grenzbote, publicado en Temuco y fundado en 1902 por Johann Frey, el cual continuó siendo editado hasta el 31 de diciembre de 1910. El Valdivia's Deutsche Zeitung publicó su último número el 31 de diciembre de 1912.